# Vincenzo Tozzi (pallanuotista)
Vincenzo Tozzi (Pomigliano d'Arco, 2 gennaio 1999) è un pallanuotista italiano.

## Carriera

### Carriera giovanile
Cresciuto tra le file del Pomigliano Sporting Club, società satellite della Carpisa Yamamay Acquachiara, Tozzi esordisce in Serie B nel 2012. Nello stesso anno conquista il titolo di vice campione italiano con la Rappresentativa Campania '99.
Nel 2013 viene chiamato ufficialmente nella rosa dell’Acquachiara, con cui debutta in Serie A1 e nella Nazionale italiana Under-15, collezionando ben 10 presenze. Nel 2014 prosegue il suo percorso con la squadra biancazzurra, e nel 2015 entra a far parte stabilmente della prima squadra. Il 30 settembre 2015 esordisce in Euro Cup, siglando una doppietta.
Nel 2018 prende parte agli Europei Under-19 di Minsk con la nazionale italiana. In quello stesso anno viene nominato capitano della Carpisa Yamamay Acquachiara all'età di 19 anni, stabilendo un nuovo record per la società.
Nel 2019 continua a essere convocato nella nazionale giovanile Under-20, allenata da Carlo Silipo, con cui partecipa ai Mondiali Under-20 in Kuwait, dove conquista la medaglia di bronzo.

### Canottieri Napoli
Nel 2021 Tozzi si trasferisce al Circolo Canottieri Napoli, in cui milita stabilmente da allora e con cui nella stagione 2024-2025 vince il campionato di il titolo di Serie A2, con la conseguente promozione in Serie A1.

## Palmarès

### Club
- Campionato italiano di Serie A2: 1
  - 2024-2025 – Circolo Canottieri Napoli

### Nazionale
- Bronzo ai Campionati mondiali U20: 2019 (Kuwait)